# Petr Svojtka
Petr Svojtka (* 25. September 1946 in Prag; † 9. Mai 1982 ebenda) war ein tschechoslowakischer Schauspieler.

## Leben und Wirken
Svojtkas Vater arbeitete als Typograph in einer Druckerei, seine Mutter war Beamtin. Als Jugendlicher war Petr Svojtka Mitglied des Sozialistischen Jugendverbandes (SSM) und trat als Erwachsener der Kommunistischen Partei bei. Nach dem Erreichen des Abiturs am Gymnasium Budějovická im Jahr 1964 wurde er an der Theaterfakultät der Akademie der Musischen Künste in Prag (DAMU) zugelassen, die er 1968 erfolgreich abschloss. Zwischen 1968 und 1975 arbeitete Svojtka am Jiří-Wolker-Theater. Ab August 1975 war er Mitglied der Schauspielabteilung des Nationaltheaters in Prag.
Er war insgesamt zweimal verheiratet. Aus seiner ersten Ehe mit Kateřina Macháčková stammt sein Sohn Petr Svojtka Jr. (* 1972), der als Theaterregisseur tätig ist. Zeitweilig begann er eine Affäre mit Jana Janěková, mit der er eine Tochter, Jana Janěková Jr. (* 1978), bekam. Bis zu seinem Tod 1982 war er mit Jana Boušková verheiratet. Aus dieser Ehe stammt ebenfalls ein gemeinsames Kind.
Am 9. Mai 1982 starb er im Alter von 35 Jahren unter Alkoholeinfluss, indem er von einer Prager Straßenbahn erfasst wurde. Die Leiche des Schauspielers wurde von einem vorbeifahrenden Taxifahrer auf der verlassenen Straße entdeckt.

## Filmografie (Auswahl)

### Theater
- Romeo (W. Shakespeare, Romeo und Julia, 1971)
- Benjamin (V. Nezval, Milenci z kiosku, 1975)
- Edmund (W. Shakespeare, Král Lear, 1980)
- Lucius (J. Drda, Hrátky s čertem, 1982).

### Fernsehen
- 1970: Nevěsta (Fernsehfilm)
- 1973: Lovers in the Year One (Fernsehfilm)
- 1975: Youngest of the Hamr's Family (Fernsehserie)
- 1976: Die kleine Meerjungfrau (Malá mořská víla) (Fernsehfilm)
- 1977: Žena za pultem (Fernsehserie)
- 1979: Inženýrská odysea (Fernsehserie)
- 1979: Hodinářova svatební cesta korálovým mořem (Fernsehfilm)
- 1979: Die Märchenbraut (Arabela, Fernsehserie, 13 Folgen)
- 1981: Okres na severu (Fernsehserie)
- 1981: Ta chvíle, ten okamžik (Fernsehfilm)

### Synchronsprecher
- 1973: Drei Haselnüsse für Aschenbrödel (Tři oříšky pro Popelku) - für Pavel Trávníček
- 1979: Prinz und Abendstern (Princ a Večernice) - für Juraj Ďurdiak